# لينوس تشايلد
لينوس تشايلد هو سياسي أمريكي، ولد في 27 فبراير 1802، وتوفي في 26 أغسطس 1870. انتخب عضو مجلس ولاية كونيتيكت ‏.